# Kościół Matki Boskiej Fatimskiej w Krobuszu
Kościół Matki Boskiej Fatimskiej w Krobuszu – rzymskokatolicki kościół filialny w Krobuszu, należący do parafii św. Jana Chrzciciela w Solcu, w dekanacie Biała, diecezji opolskiej.

## Historia
Z powodu odległości dzielącej Krobusz od parafialnego kościoła św. Jana Chrzciciela w Solcu, w 1987 mieszkańcy wsi rozpoczęli starania o rozbudowę istniejącej kaplicy, aby można było w niej odprawiać msze i prowadzić katechezę. Prace budowlane organizował Alojzy Ernst, mieszkaniec Żabnika. Podczas wizytacji kanonicznej w kwietniu 1988 biskup Gerard Kusz poświęcił działkę pod nową świątynię. 3 maja 1992 biskup Jan Wieczorek dokonał poświęcenia kościoła. W latach 2004–2005 proboszcz Piotr Kozioł przeprowadził generalny remont kościoła, po którym obiekt zyskał nowy kształt architektoniczny.